# جبل ورغة
جبل وِرْغَة (بالأمازيغية: ⴰⴷⵔⴰⵔ ⵏ ⵡⴻⵔⵖⴰ ، وتنطق Adrar n Werɣa أو Adrar n Wergha، بالإنجليزية: The Ouergha Mountain) جبل يقع بشمال غربي الجمهورية التونسية بولاية الكاف، حيث توجد شرقه مدينة الكاف وغربه مدينة ساقية سيدي يوسف. يبلغ ارتفاعه 912 م.
كلمة وِرْغَة هي كلمة أمازيغية، أصلها «ئوْراغ» وتعني «أصفر» باللغة الأمازيغية.

## مواضيع ذات صلة
- جبال تونس
- ولاية الكاف